# Campeonato Nacional de Albania 1960
El Campeonato Nacional de Albania de 1960 (en albanés, Kampionati Kombëtar Shqiptar 1960) fue la 23a. edición del Campeonato Nacional de Albania.

## Resumen
Fue disputado por 10 equipos y Dinamo Tirana ganó el campeonato.

## Clasificación
|               | Pos. | Equipo            | PJ | PG | PE | PP | GF | GC | Dif. | Pts. |
| ------------- | ---- | ----------------- | -- | -- | -- | -- | -- | -- | ---- | ---- |
|               | 1    | Dinamo Tirana     | 18 | 15 | 2  | 1  | 44 | 9  | +35  | 32   |
|               | 2    | Partizani         | 18 | 12 | 4  | 2  | 41 | 12 | +29  | 28   |
|               | 3    | 17 Nëntori        | 18 | 8  | 4  | 6  | 22 | 17 | +5   | 20   |
|               | 4    | Skënderbeu        | 18 | 7  | 5  | 6  | 23 | 27 | -4   | 19   |
|               | 5    | Besa              | 18 | 6  | 6  | 6  | 18 | 19 | -1   | 18   |
|               | 6    | Flamurtari        | 18 | 5  | 6  | 7  | 18 | 17 | +1   | 16   |
|               | 7    | Labinoti          | 18 | 3  | 7  | 8  | 13 | 28 | -15  | 13   |
|               | 8    | Tomori            | 18 | 4  | 4  | 10 | 18 | 34 | -16  | 12   |
|               | 9    | Vllaznia          | 18 | 4  | 4  | 10 | 11 | 30 | -19  | 12   |
| Decrecimiento | 10   | Lokomotiva Durrës | 18 | 3  | 4  | 11 | 11 | 26 | -15  | 10   |

Nota: '17 Nëntori' es KF Tirana, 'Labinoti' es KS Elbasani y 'Lokomotiva Durrës' es Teuta